# Caccobius brevis
Caccobius brevis là một loài bọ cánh cứng trong họ Bọ hung (Scarabaeidae).